# Sarah Louise Young
Sarah Louise Young, née le 15 avril 1971 à Sidcup, est une actrice pornographique anglaise.

## Biographie
Sarah et son petit frère ont été élevés dans le Hampshire, dans le sud de l'Angleterre. Leur mère est couturière et leur père ingénieur. Selon la biographie présente sur son site personnel, Sarah souhaitait devenir dentiste. Elle se présente dans cette biographie comme une adolescente timide, ayant honte de son corps se développant trop vite, au point de porter des vêtements dissimulant sa poitrine. Malgré cette timidité, elle a eu sa première expérience sexuelle à l'âge de 13 ans.
En 1986, elle fut abordée dans la rue par un photographe et accepta de faire des essais de photos pour la célèbre page 3 du journal The Sun. Les réactions furent positives et cela amena une agence de mannequinat à embaucher Sarah. Ce fut la première fois qu'elle réalisa que la plupart des hommes la trouvait jolie. Malgré une timidité toujours présente dans sa vie privée, Sarah devint de plus en plus desinhibée devant l'appareil photo.
Elle fait ses premières photos pornographiques à l'âge de 18 ans, sur la Costa del Sol pour le magazine Private. Elle hésita à poser lors de cette séance car à l'époque, l'industrie pornographique n'avait pas vraiment une bonne réputation en Angleterre. Sur recommandation d'un ami, elle alla de l'avant et conclut rapidement que cette réputation n'était pas méritée. Sa première scène pornographique fut un gang bang avec cinq hommes et prouva ainsi qu'elle était une actrice de volonté. La spécialité de Sarah-Louise Young devint alors le sexe de groupe et l'éjaculation faciale. Ces scènes, parues dans un certain nombre de magazines européens, sont devenues un sujet de scandale dans la presse tabloïd britannique. Les photos lui ont également fait faire la connaissance de Sascha Alexandre (alias Hans Moser), un directeur et producteur. Ils se sont mariés en 1991.
En 1992, Sarah se fit poser des implants mammaires, un facteur important de sa popularité croissante. A une époque où il était toujours inhabituel de voir un mannequin britannique apparaître régulièrement dans des films X, Sarah tourna dans plus de 200 films aux côtés des meilleurs acteurs de l'époque. Elle gagna ainsi un nombre important de récompenses. Elle fut la première actrice porno à obtenir un cachet d'un million de dollars pour un seul et unique film. Bien qu'étant hétérosexuelle, ses derniers films étaient principalement lesbiens.
En 1997, comme les budgets alloués aux films X devenaient de plus en plus faibles, Sarah décida de mettre un terme à sa carrière d'actrice. Elle divorça d'avec Sascha Alexander.

## Récompenses
- 1993 : Best Actress – Festival International de Cine Erotico de Barcelona (FICEB), 1993, 1994, 1995.
- 1994 : Best European Actress – Premio de Turia (Spanish Cultural Prize) sponsored by Turia and Generalitat de Valencia, 1994.
- 1995 : Premio Alla Carriera – Il Festival Internazionale Dell 'Hard (Impulse D'Oro Awards), Bologna, 1995.
- 1996 : Best Actress (German) – for the film Hamlet – The Brussels International Festival of Eroticism, 1996.
- 1997 : Best European Actress – Venus Awards, Berlin, 1997.

## Filmographie sélective
- Sarah's Teeny Bitches I  (1997)
- Lesbian Lovers 2 (1996)
- Sarah on Heat (1996)
- Nikita, Sexy Killer (1995)
- Naked Neighbours (1994)
- Private Affairs: Vol 8 (1993)
- Sarah Young's Sexy Secrets No. 1 (1992)
- The Best of Sarah Young 2 (1992)
- Manor House Fantasies (1991)
- The Sarah Young Collection 1 (1989)
- The Sarah Young Collection 1 (1983)